# Lukas Kübler
Lukas Kübler (ur. 30 sierpnia 1992 w Bonn) – niemiecki piłkarz występujący na pozycji obrońcy w niemieckim klubie SC Freiburg. Wychowanek SF Troisdorf, w trakcie swojej kariery grał także w takich zespołach, jak Bonner SC, 1. FC Köln oraz SV Sandhausen.